# Ґарзане-Чак
Ґарзане-Чак (перс. گرزنه چاك) — село в Ірані, у дегестані Хурґам, у бахші Хурґам, шагрестані Рудбар остану Ґілян. За даними перепису 2006 року, його населення становило 17 осіб, що проживали у складі 5 сімей.

## Клімат
Середня річна температура становить 8,68°C, середня максимальна – 24,27°C, а середня мінімальна – -9,06°C. Середня річна кількість опадів – 337 мм.
| Клімат поселення                              | Клімат поселення | Клімат поселення | Клімат поселення | Клімат поселення | Клімат поселення | Клімат поселення | Клімат поселення | Клімат поселення | Клімат поселення | Клімат поселення | Клімат поселення | Клімат поселення | Клімат поселення |
| Показник                                      | Січ.             | Лют.             | Бер.             | Квіт.            | Трав.            | Черв.            | Лип.             | Серп.            | Вер.             | Жовт.            | Лист.            | Груд.            |                  |
| Середній максимум, °C                         | 2,45             | 3,94             | 5,98             | 12,62            | 18,06            | 22,37            | 24,27            | 24,21            | 20,59            | 17,05            | 10,97            | 5,42             |                  |
| Середня температура, °C                       | −3,3             | −1,84            | 0,23             | 6,87             | 12,29            | 16,61            | 19,42            | 19,34            | 15,73            | 12,18            | 6,12             | 0,56             |                  |
| Середній мінімум, °C                          | −9,06            | −7,6             | −5,54            | 1,10             | 6,55             | 10,86            | 14,55            | 14,47            | 10,87            | 7,31             | 1,25             | −4,31            |                  |
| Норма опадів, мм                              | 31               | 35               | 57               | 48               | 38               | 11               | 9                | 7                | 8                | 24               | 32               | 37               |                  |
| Середньомісячна швидкість вітру, м/с          | 1.90             | 2.40             | 2.61             | 3.00             | 2.53             | 2.23             | 2.19             | 1.97             | 1.90             | 2.01             | 2.20             | 1.88             |                  |
| Середньомісячна сонячна радіація, кДж/м²·день | 7766             | 10235            | 12813            | 16887            | 20923            | 24155            | 24201            | 21207            | 18096            | 12976            | 9424             | 7455             |                  |
| --------------------------------------------- | ---------------- | ---------------- | ---------------- | ---------------- | ---------------- | ---------------- | ---------------- | ---------------- | ---------------- | ---------------- | ---------------- | ---------------- | ---------------- |
| Джерело:                                      |                  |                  |                  |                  |                  |                  |                  |                  |                  |                  |                  |                  |                  |